# Litsea oppositifolia
Litsea oppositifolia är en lagerväxtart som beskrevs av L. S. Gibbs. Litsea oppositifolia ingår i släktet Litsea och familjen lagerväxter. Inga underarter finns listade i Catalogue of Life.